# Zbrodnia w Dermance (powiat kostopolski)
Zbrodnia w Dermance – zbrodnia dokonana 16 czerwca 1943 roku na ludności polskiej przez bojówkę UPA. Miejscem zbrodni była wieś Dermanka położona w powiecie kostopolskim województwa wołyńskiego. W jej wyniku zginęło około 100 Polaków.

## Okoliczności zbrodni
Pod wpływem doniesień o atakach UPA na polskie wsie na Wołyniu, polscy mieszkańcy Dermanki, wsi o mieszanym składzie narodowościowym (40-50 rodzin polskich i 30 ukraińskich) począwszy od 22 kwietnia 1943 (Wielki Czwartek) unikali nocowania w swoich domach. Spodziewając się ataku w nocy, spali w lesie, a w późniejszym czasie w zbożu. Krótko przed napadem część ludności przeniosła się do Budek Ujściańskich, jednak gdy atak nie następował, powrócono do Dermanki.
16 czerwca 1943 roku oddział UPA zaatakował Dermankę od strony Marenina. Napastnicy podszywali się pod partyzantkę sowiecką, nosząc czerwone kokardki. Początkowo zamordowano 12 osób z dwóch rodzin mieszkających na skraju wsi. We wsi wszczęto alarm. Polacy rzucili się do ucieczki na wschód, w stronę dawnej granicy polsko-sowieckiej. Dopadniętych Polaków zabijano głównie za pomocą broni białej, strzelano do uciekających. Zabito około 100 osób; 75 z nich zostało pochowanych później w zbiorowej mogile, pozostałych grzebano na miejscu zbrodni.
Uciekinierzy z Dermanki znaleźli schronienie w Korcu i Janówce, a później w Hucie Starej.
Podczas tego napadu napastnicy nie dokonywali podpaleń. Kościół parafialny pw. św. Izydora Rolnika w Dermance UPA spaliła dopiero w lipcu 1943. Dermanka uległa spaleniu w styczniu 1944 podczas przejścia frontu.